# Liopygus cinctisternus
Liopygus cinctisternus är en skalbaggsart som beskrevs av Cooman 1936. Liopygus cinctisternus ingår i släktet Liopygus och familjen stumpbaggar. Inga underarter finns listade i Catalogue of Life.